# Nallachius martosi
Nallachius martosi là một loài côn trùng trong họ Dilaridae thuộc bộ Neuroptera. Loài này được Monserrat miêu tả năm 2005.